# Marvin Sease
Marvin Sease (16 de fevereiro de 1946 - 8 de fevereiro de 2011) foi um cantor de blues e soul norte-americano.